# Peacock
|  | Per a altres significats, vegeu «Peacock (desambiguació)». |

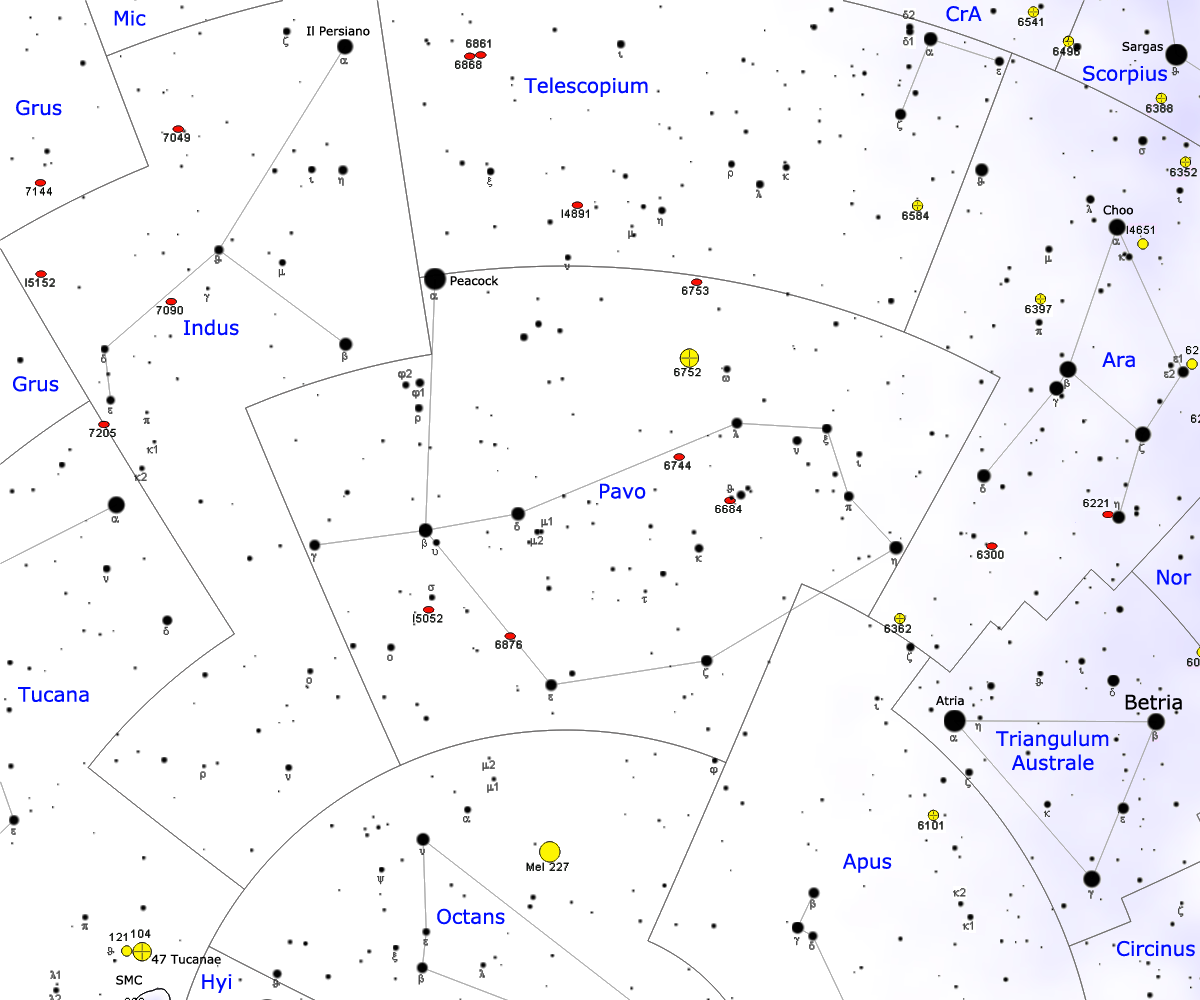
Peacock a la seva constel·lació

Peacock (Alfa del Gall Dindi / α Pavonis) és una estrella situada a la constel·lació del Gall Dindi. Amb magnitud aparent +1,91 és la més brillant en la constel·lació del Gall Dindi; està situada a 183 anys llum del sistema solar. El seu nom, «gall dindi» en anglès, va ser assignat a la dècada de 1930 en crear-se The Air Almanac, un almanac de navegació usat per la Royal Air Force.
Peacock és una estrella subgegant blava de tipus espectral B2IV i temperatura superficial de 18.700  K. Visualment 450 vegades més lluminosa que el Sol, en considerar la radiació ultraviolada que emet, la seva lluminositat arriba a 2.100 vegades la lluminositat solar. Té un radi 4,4 vegades major que el radi solar i una massa entre 5 i 6 vegades la del Sol, el que comporta que finalitzarà la seva vida com una nana blanca. La velocitat de rotació mesura, 39 km/s, és baixa per a una estrella de les seves característiques, el que implica que el seu eix de rotació ha d'estar aproximadament orientat cap a la Terra.
Peacock és una estrella binària propera, amb un període orbital d'11,8 dies. La separació entre les dues components és de 0,21 ua, la meitat de la distància existent entre Mercuri i el Sol.